# La Guerre des gangs (film, 1973)
Pour les articles homonymes, voir La Guerre des gangs.
Pour plus de détails, voir Fiche technique et Distribution.
La Guerre des gangs (Milano rovente) est un film italien réalisé par Umberto Lenzi, sorti en 1973, avec Antonio Sabàto, Philippe Leroy, Marisa Mell, Antonio Casagrande (it), Carla Romanelli, Alessandro Sperlì (it), Tano Cimarosa et Franco Fantasia dans les rôles principaux.

## Synopsis
Salvatore Cangemi (Antonio Sabàto) est un mafieux sicilien installé à Milan, où il est le propriétaire d'une entreprise de fruits et légumes qui lui sert de couverture pour une autre activité criminelle bien plus lucrative, son réseau de prostitution. Après avoir refusé la proposition d'un autre mafieux, le français Roger Daverty (Philippe Leroy) qui souhaitait utiliser ses prostituées pour écouler de la drogue, il découvre l'une de ses filles assassinée dans son club, ce qui provoque une guerre des gangs entre les deux bandes. Sur les conseils de Lino (Antonio Casagrande (it)), son fidèle lieutenant, Cangemi sollicite alors l'aide de Billy Barone (Alessandro Sperlì (it)), un membre de la mafia italo-américaine récemment arrivé dans la ville. Barone et ses hommes attaquent le gang de Daverty et pose peu à peu leur marque dans la ville, tandis que Cangemi, tombé amoureux de la jeune Jasmina (Marisa Mell), s'éloigne peu à peu de son activité et que, de loin et impuissante, la police italienne emmenée par l'inspecteur Contalvi (Franco Fantasia) observe la scène et prépare sa riposte.

## Fiche technique
- Titre : La Guerre des gangs
- Titre original : Milano rovente (litt« Milan à feu et à sang »)
- Réalisation : Umberto Lenzi
- Scénario : Franco Enna et Umberto Lenzi, d'après un sujet d'Ombretta Lanza
- Photographie : Lamberto Caimi (it)
- Montage : Jolanda Benvenuti (it)
- Musique : Carlo Rustichelli
- Décors : Sergio Palmieri
- Costumes : Silvio Laurenzi
- Producteur : Giuseppe Tortorella
- Société(s) de production : Telemondial
- Pays d'origine :  Italie
- Langue : Italien
- Format : Couleur
- Genre : Poliziottesco
- Durée : 90 minutes
- Dates de sortie : 
  -  Italie : 21 février 1973
  -  France : 26 septembre 1979

## Distribution
- Antonio Sabàto : Salvatore Cangemi
- Philippe Leroy : Roger Daverty dit « Le Capitaine »
- Marisa Mell : Jasmina
- Antonio Casagrande (it) : Lino Caruso
- Carla Romanelli : Virginia
- Alessandro Sperlì (it) : Billy Barone
- Tano Cimarosa : Nino Balsamo
- Franco Fantasia : l'inspecteur Contalvi
- Vittorio Joderi : Giorgio
- Ugo Bologna : le juge
- Luigi Antonio Guerra (it)
- Annibale Papetti (it)
- Carla Mancini

## Autour du film
- Le film a été tourné principalement dans la ville de Milan dans la région de la Lombardie. D'autres localités, comme Bizzarone, Lesmo et Malnate dans la région de la Lombardie, Peschiera del Garda dans la région de la Vénétie et Forza d'Agrò sur l'île de la Sicile, avec notamment l'église de la Santissima Annunziata (it) comme décor, sont utilisées comme lieux de tournage.

## Source
- (en) Roberto Curti, Italian Crime Filmography, 1968-1980, Jefferson, McFarland, 2013, 330 p. (ISBN 978-0-7864-6976-5, lire en ligne).